# Schreibmaschinenmuseum Peter Mitterhofer

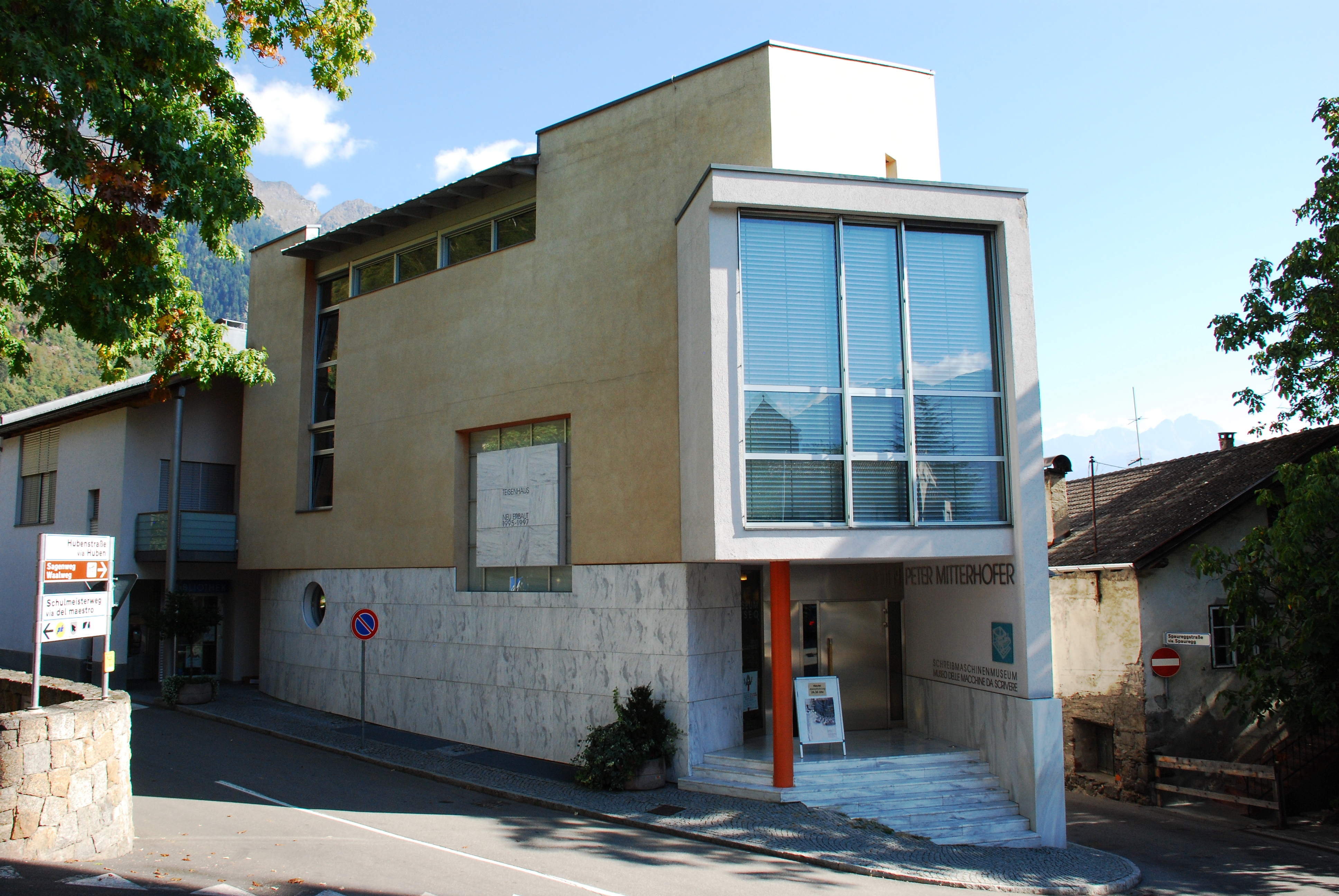
Schreibmaschinenmuseum Partschins

Das Schreibmaschinenmuseum Peter Mitterhofer in Partschins (Südtirol) zeigt anhand von rund 2000 Exponaten die Entwicklungsgeschichte der Schreibmaschine von den Anfängen bis in die 1980er Jahre. Peter Mitterhofer war ein Pionier der Schreibmaschinenentwicklung.

## Geschichte
Der aus Meran gebürtige Informatiker Kurt Ryba überließ der Gemeinde Partschins seine umfangreiche Sammlung von Schreibmaschinen. Diese bildete zusammen mit dem Nachlass von Peter Mitterhofer den Grundstock des heutigen Museums. 1993 wurde das provisorische Museum in der ehemaligen Grundschule eröffnet, 1997 siedelte es ins neu errichtete „Teisenhaus“ im Ortszentrum um.

## Dauerausstellung
Das Museum verfügt über 460 m² Ausstellungsfläche auf vier Ebenen. Es werden ungefähr 400 Maschinen gezeigt, im Archiv befinden sich weitere 1600 Exponate.
Im Erdgeschoss befinden sich Arbeiten von Peter Mitterhofer, unter anderem ein Replikat seines ersten von ihm so genannten „Schreibapparates“ von 1864 (das Original ist im Besitz des Technischen Museums Wien). Als Leihgabe der Technischen Universität Dresden ist der Apparat „TU Dresden“ von 1865 zu besichtigen. Dieser Apparat wurde früher für einen Nachbau gehalten, 2006 wurde unter anderem durch dendrologische Untersuchungen nachgewiesen, dass diese Maschine aus Südtiroler Holz gefertigt worden ist.
Von Sholes & Glidden sind zwei Stücke vorhanden, ebenso Remingtons aus dem 19. Jahrhundert sowie Exemplare von Mignon und Blickensderfer. Im 1. Obergeschoss sind Chiffriermaschinen ausgestellt, eine Enigma I, eine Nema und eine Hagelin M-209 werden gezeigt. Im 2. Obergeschoss werden Buchungsmaschinen, die ersten elektrischen Schreibmaschinen, z. B. Mercedes Electra, und Minicomputer sowie der Olivetti P203 präsentiert.
Ein Höhepunkt der Sammlung ist eine Schreibkugel von Malling-Hansen aus dem Jahr 1867, eine sehr seltene, seriengefertigte Schreibmaschine. 200 Kinderschreibmaschinen runden die Sammlung ab.

## Exponate – Galerie

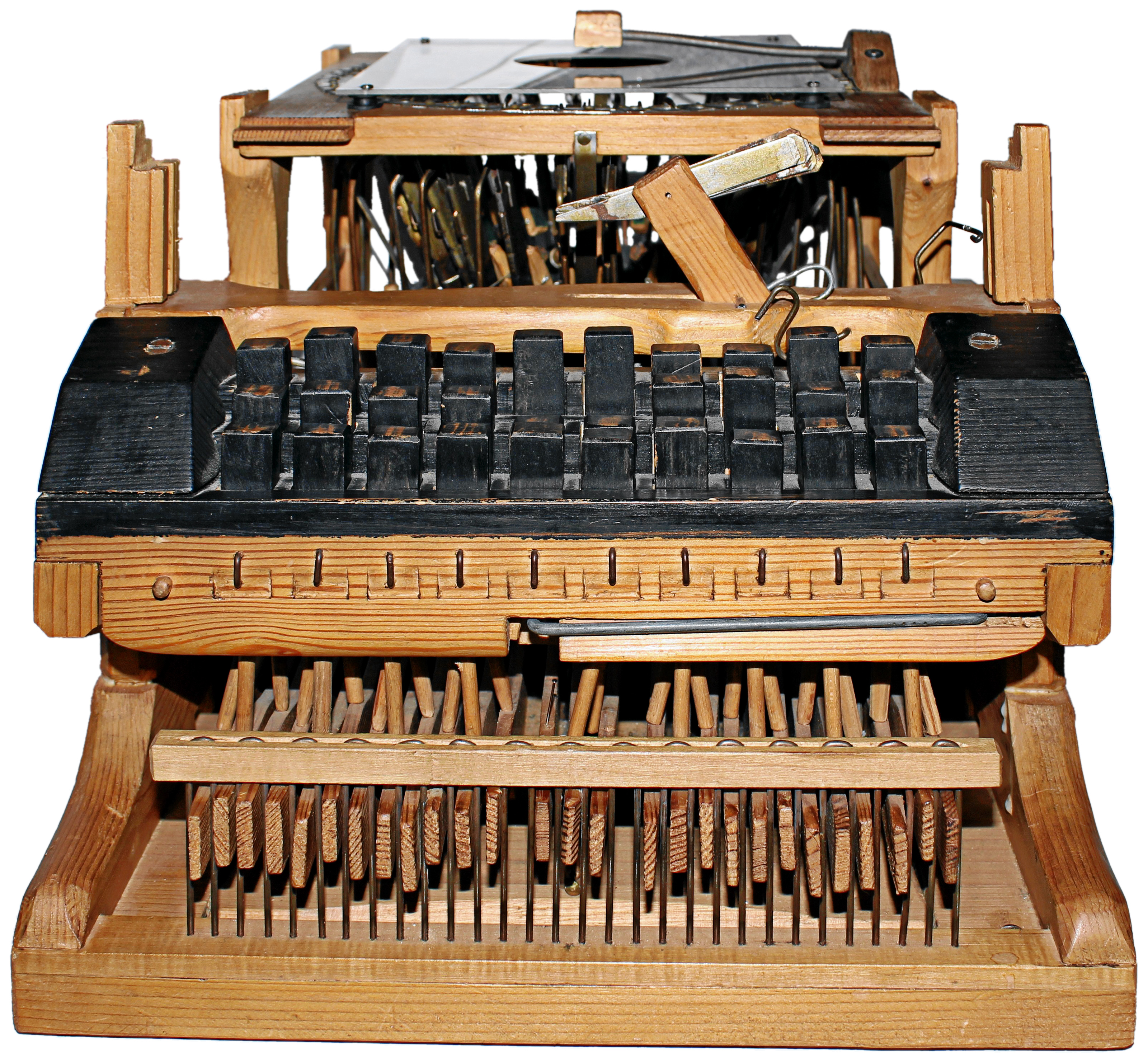
Peter Mitterhofers Apparat von 1864 (Replikat)
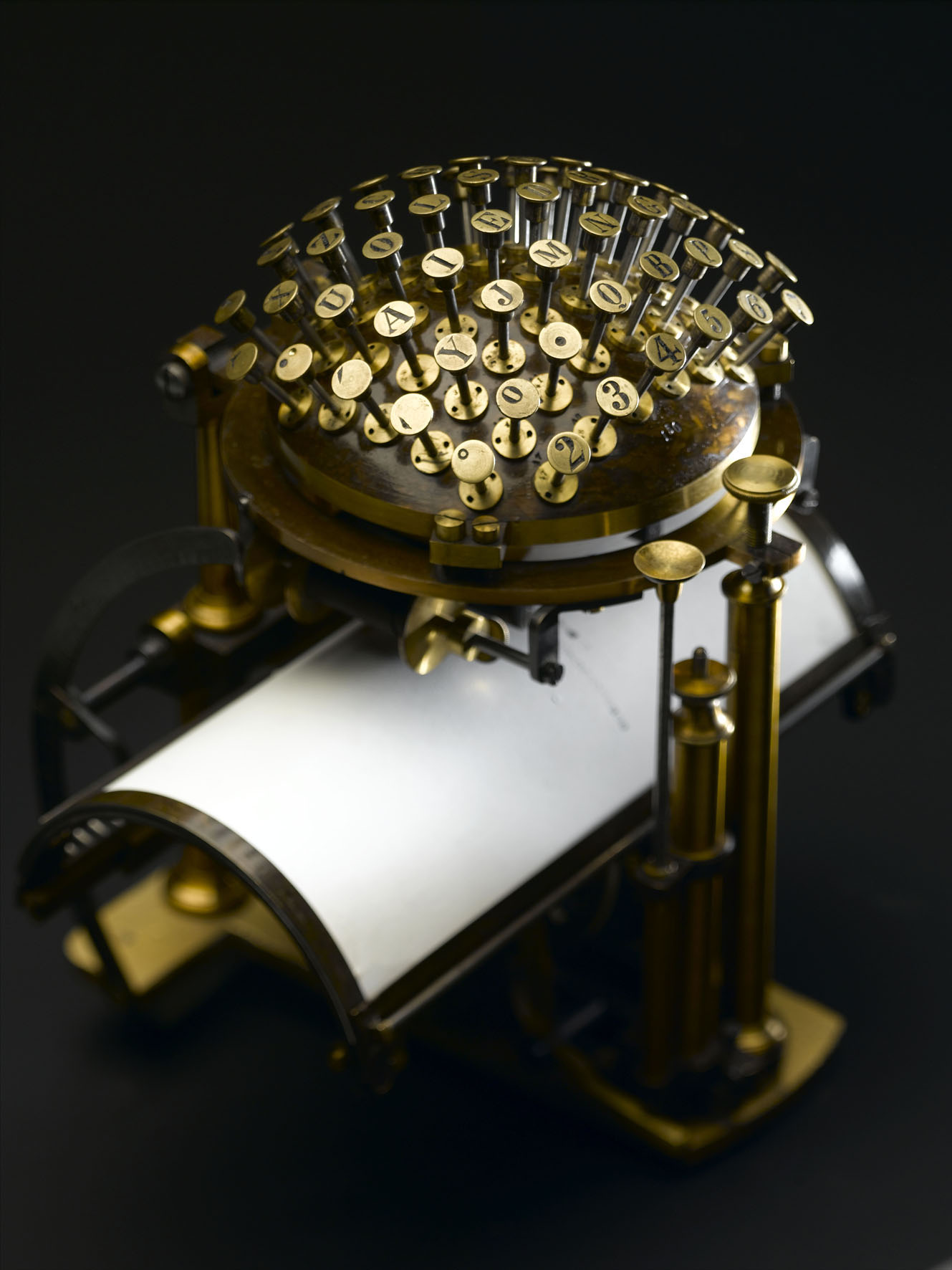
Malling-Hansen, Dänemark, 1867
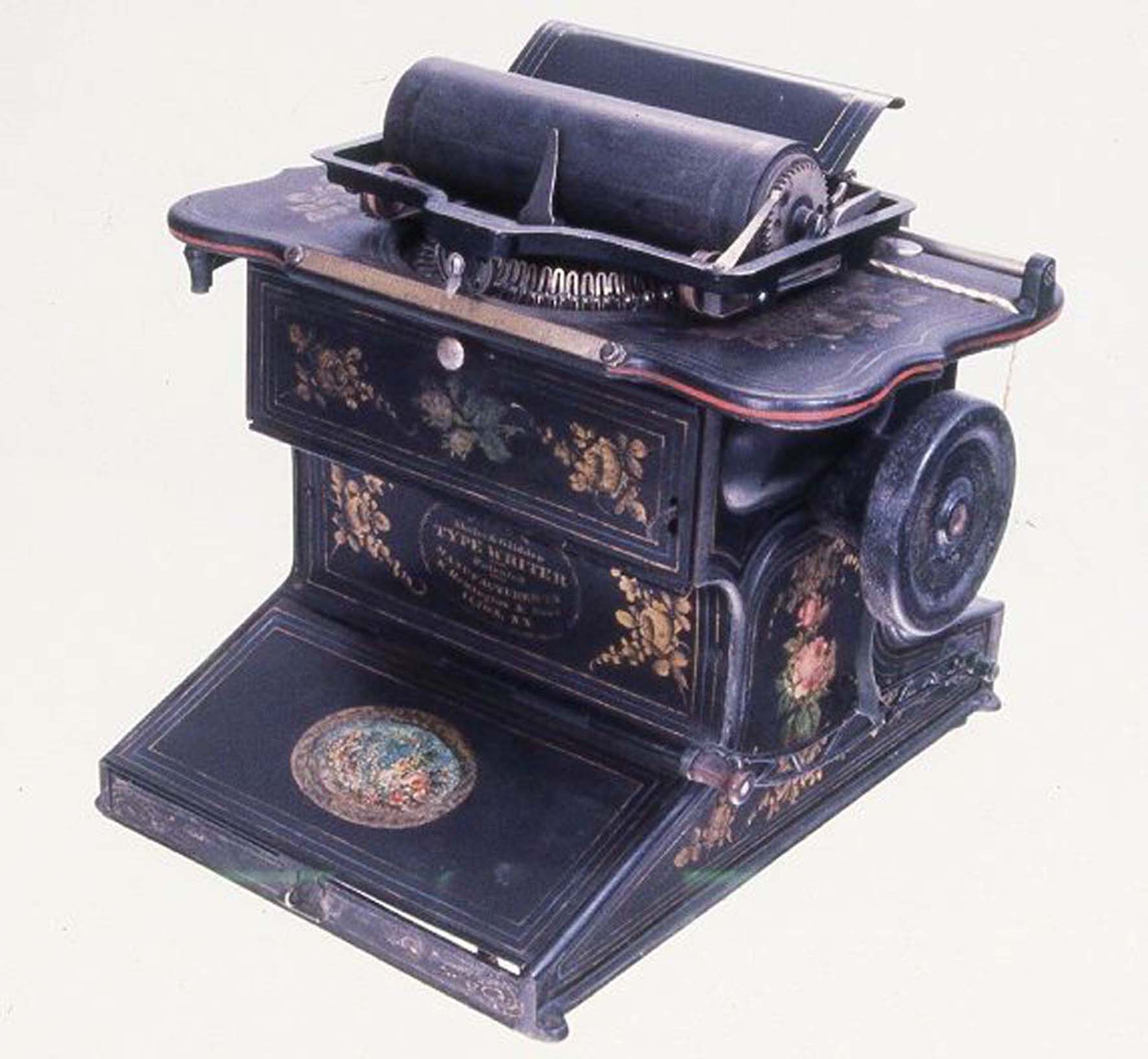
Sholes & Glidden, USA, 1874
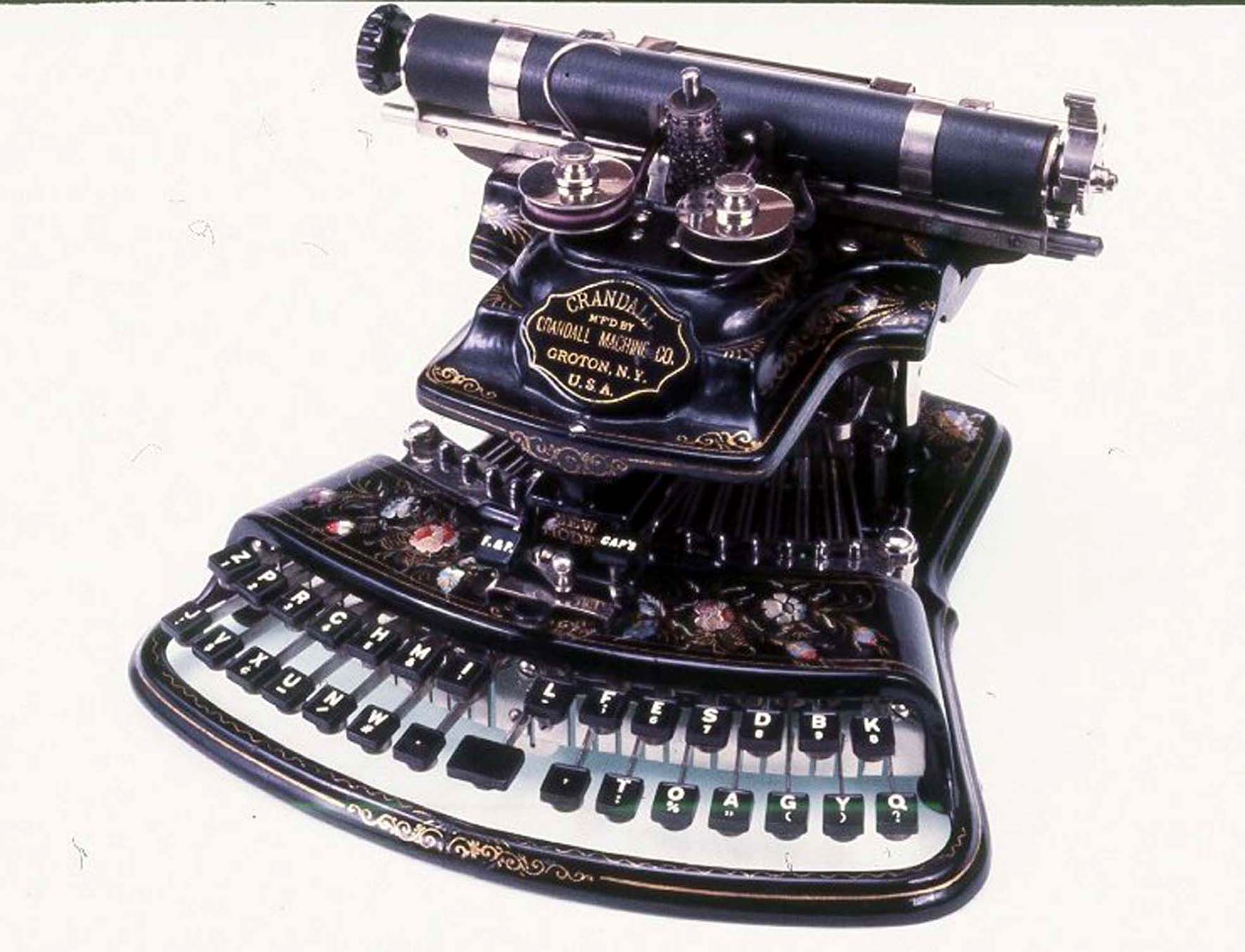
Crandall, USA, 1879
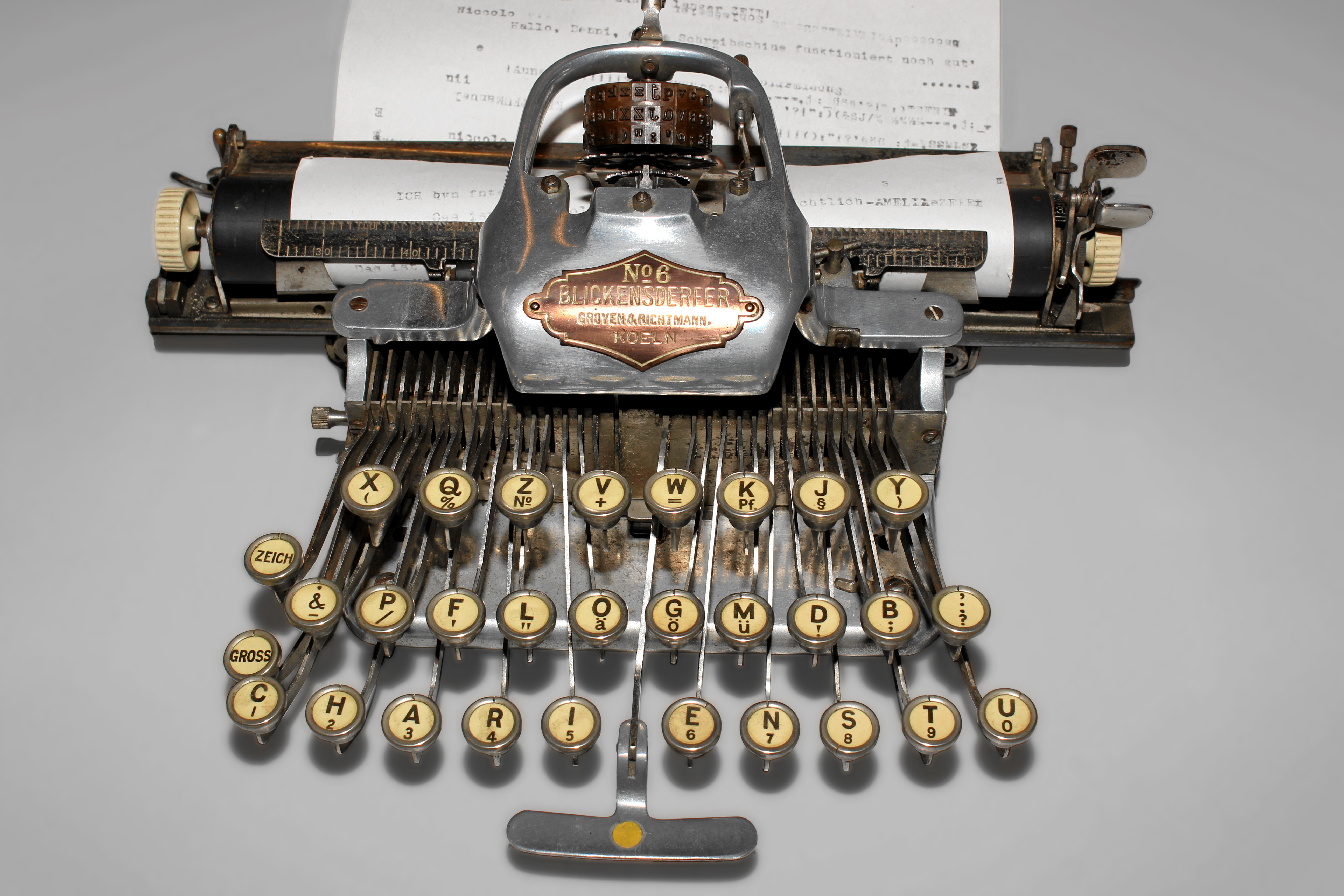
Blickensderfer No 6, 1893
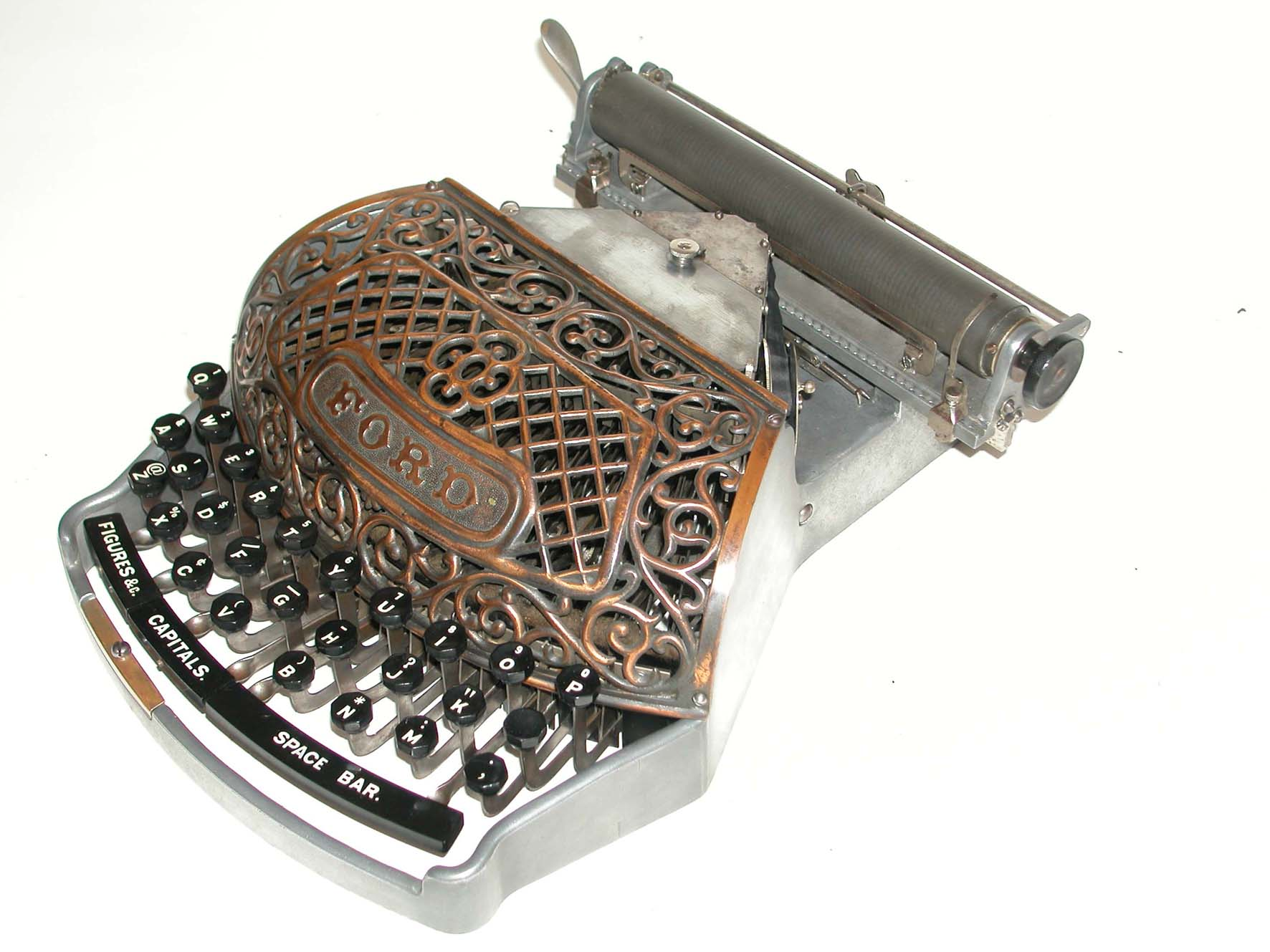
Ford, USA, 1895
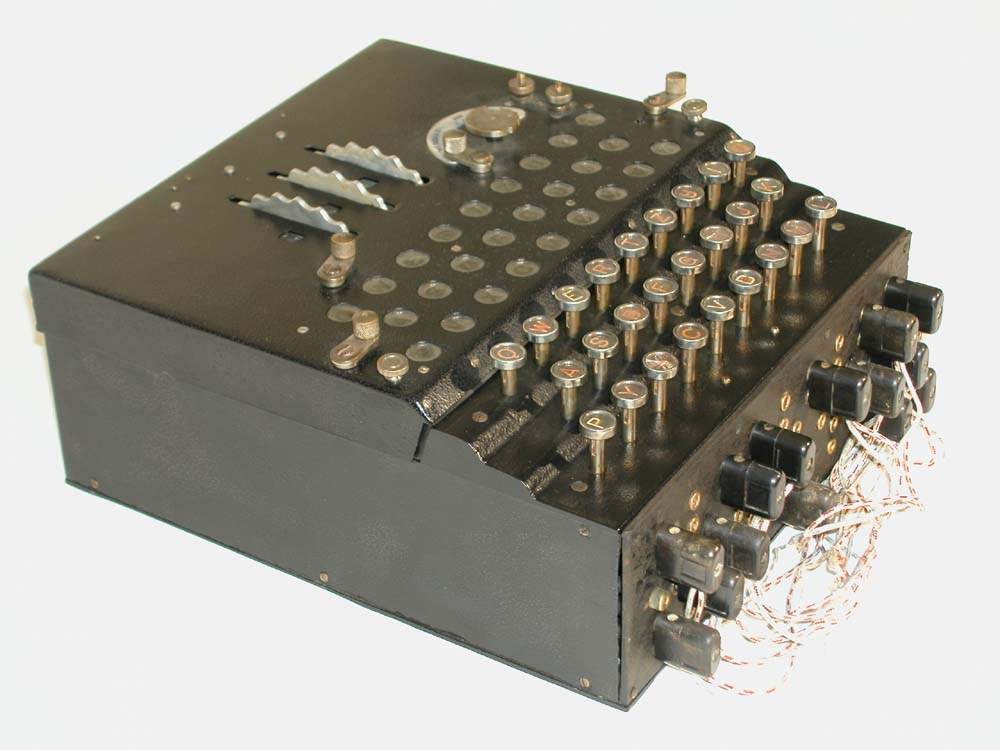
Enigma, Deutschland, ca. 1935
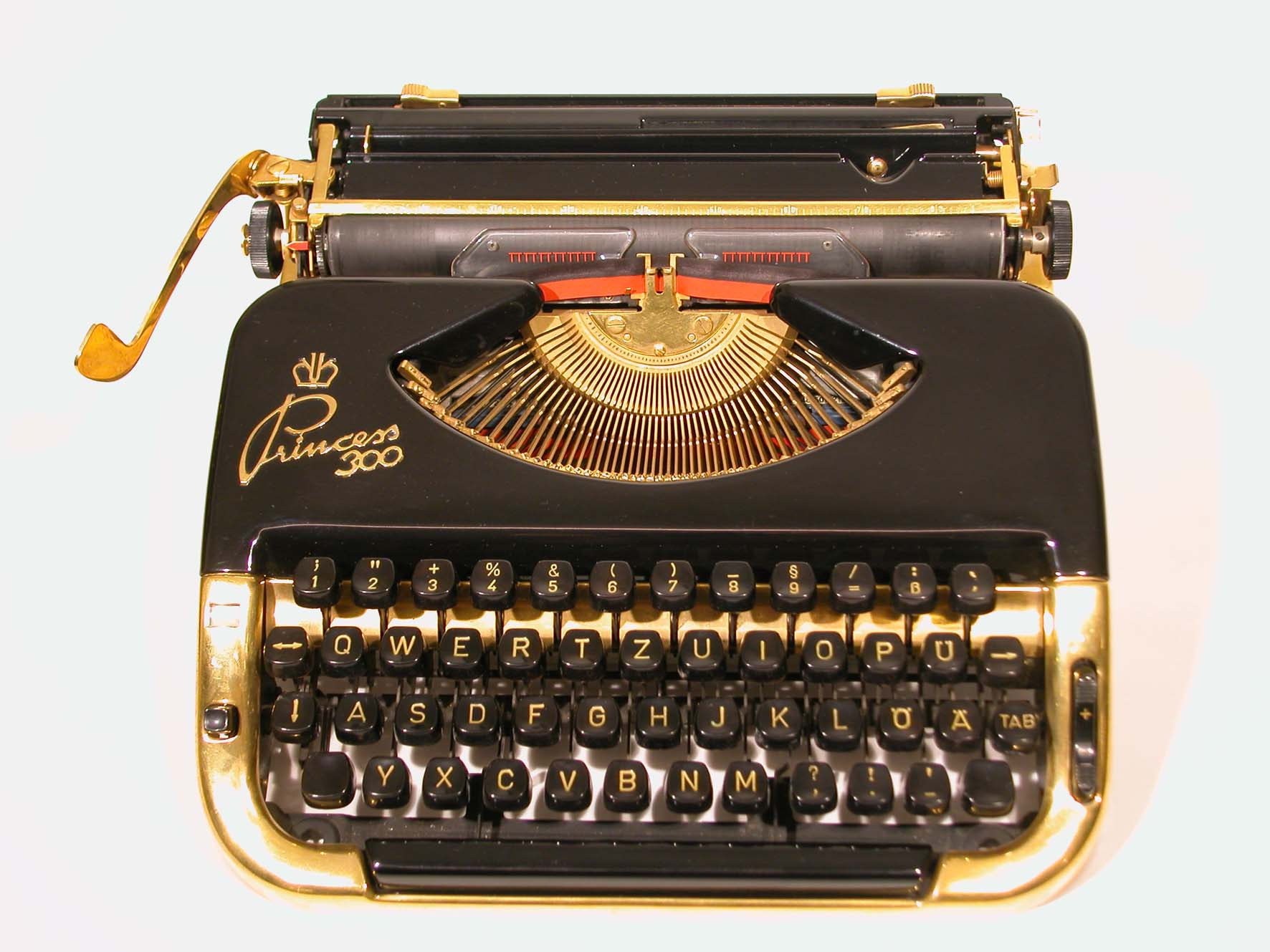
Princess 300 Gold, Deutschland, 1960
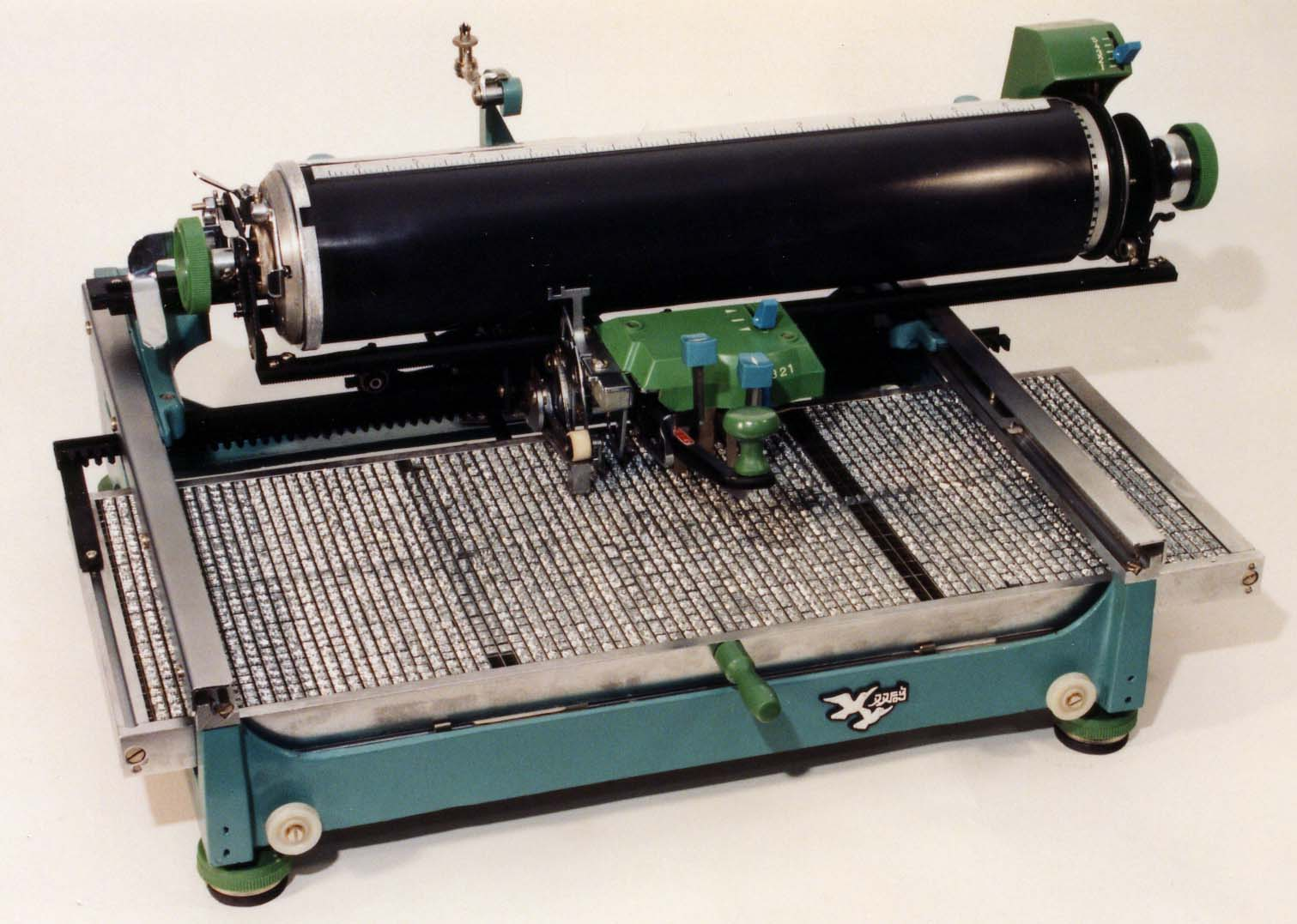
Chinesische Schreibmaschine mit über 3000 Zeichen, China, 1990
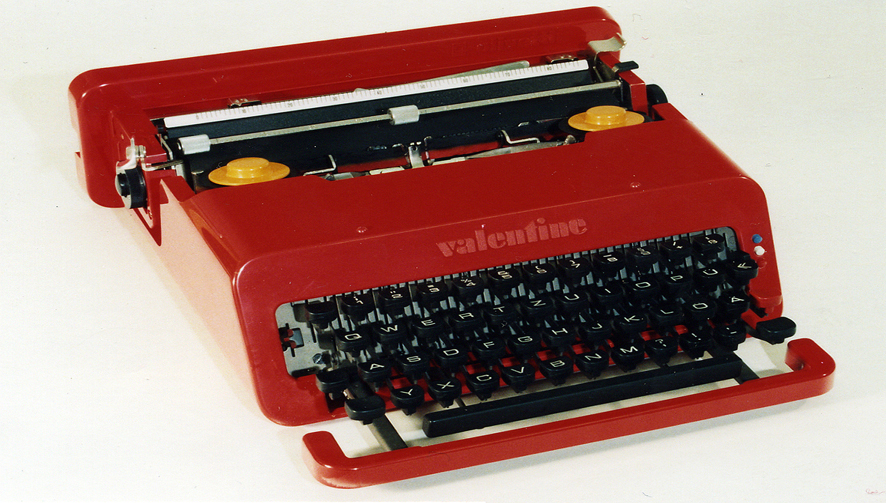
Olivetti Valentine, Italien, 1969